# Arjadi oja
Arjadi oja är ett vattendrag i Suure-Jaani kommun i landskapet Viljandimaa i centrala Estland. Den är 19 km lång. Ån är ett sydligt vänsterbiflöde till Navesti jõgi och ingår i Pärnus avrinningsområde. Källan ligger vid byn Arjadi och den sammanflödar med Navestifloden vid byn Karjasoo. 